# Kardinal-Faulhaber-Straße 14
|                                       | Dieser Artikel wurde im Portal München zur Verbesserung eingetragen. Hilf mit, ihn zu bearbeiten, und beteilige dich an der Diskussion! |
| Vorlage:Portalhinweis/Wartung/München | |

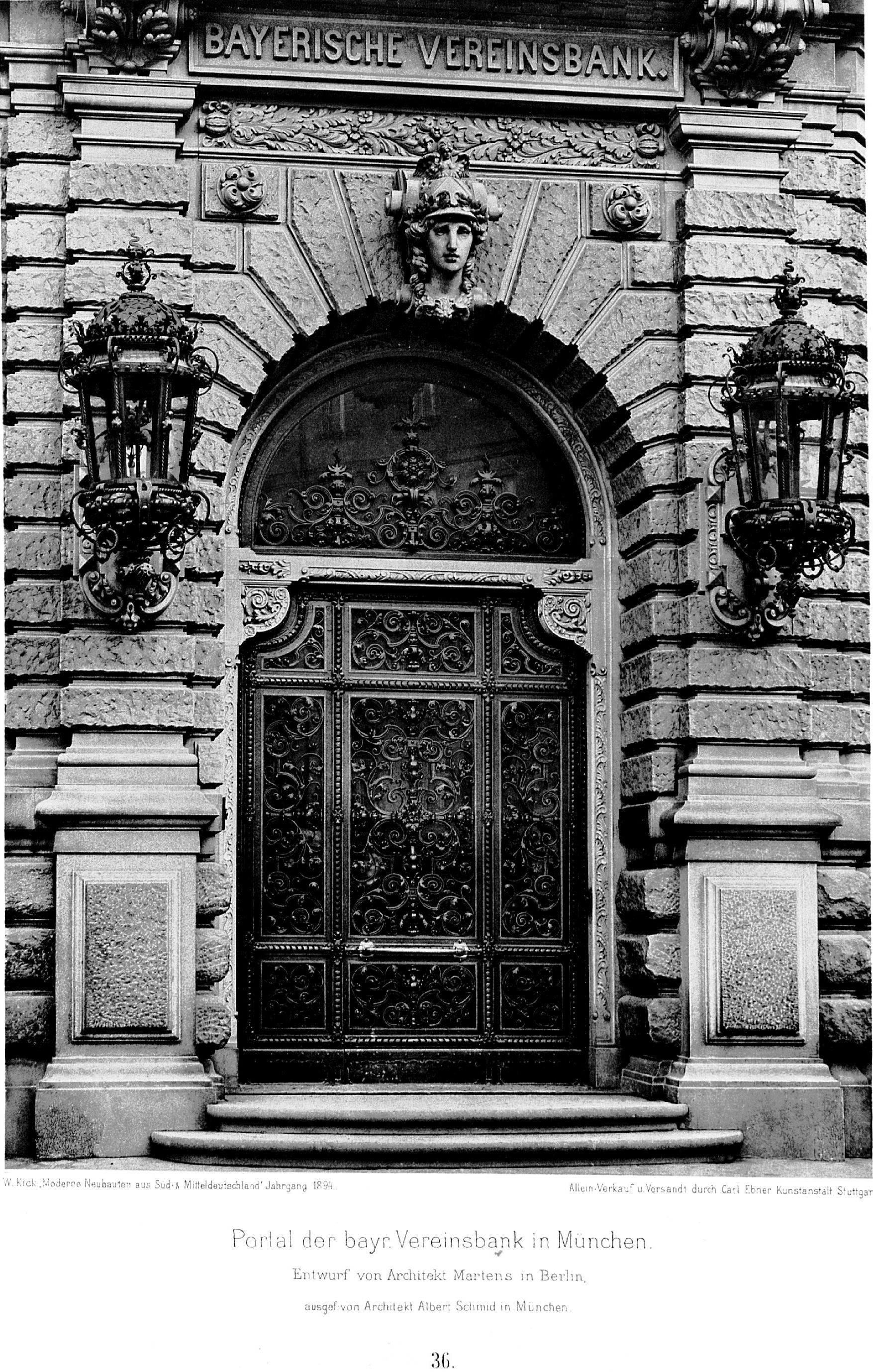
Bayrische Vereinsbank in München, Portal 1898

Das Bankgebäude Kardinal-Faulhaber-Straße 14 in München wurde 1885/86 für die Bayerische Vereinsbank nach Plänen des Berliner Architekten Wilhelm Martens durch den Münchner Architekten Albert Schmidt erbaut. Es steht unter Denkmalschutz und ist als Baudenkmal D-1-62-000-3236 in die Bayerische Denkmalliste eingetragen. Den Vorgängerbau, das  sogenannte Castellhaus, hatte die Bank 1870 erworben.